# تيمور رودريغيز
تيمور رودريغيز (بالروسية: Тимур Родригез)‏ هو مقدم تلفزيوني ومغني وممثل روسي (وحمل سابقاً جنسية الاتحاد السوفيتي)، ولد في 14 أكتوبر 1979 في روسيا.

## وصلات خارجية
- تيمور رودريغيز على موقع IMDb (الإنجليزية)
- تيمور رودريغيز على موقع ميوزك برينز (الإنجليزية)
- تيمور رودريغيز على موقع أول ميوزيك (الإنجليزية)
- تيمور رودريغيز على موقع ديسكوغز (الإنجليزية)
- تيمور رودريغيز على موقع قاعدة بيانات الفيلم (الإنجليزية)
- تيمور رودريغيز على موقع كينوبويسك (الروسية)